# Ashulia

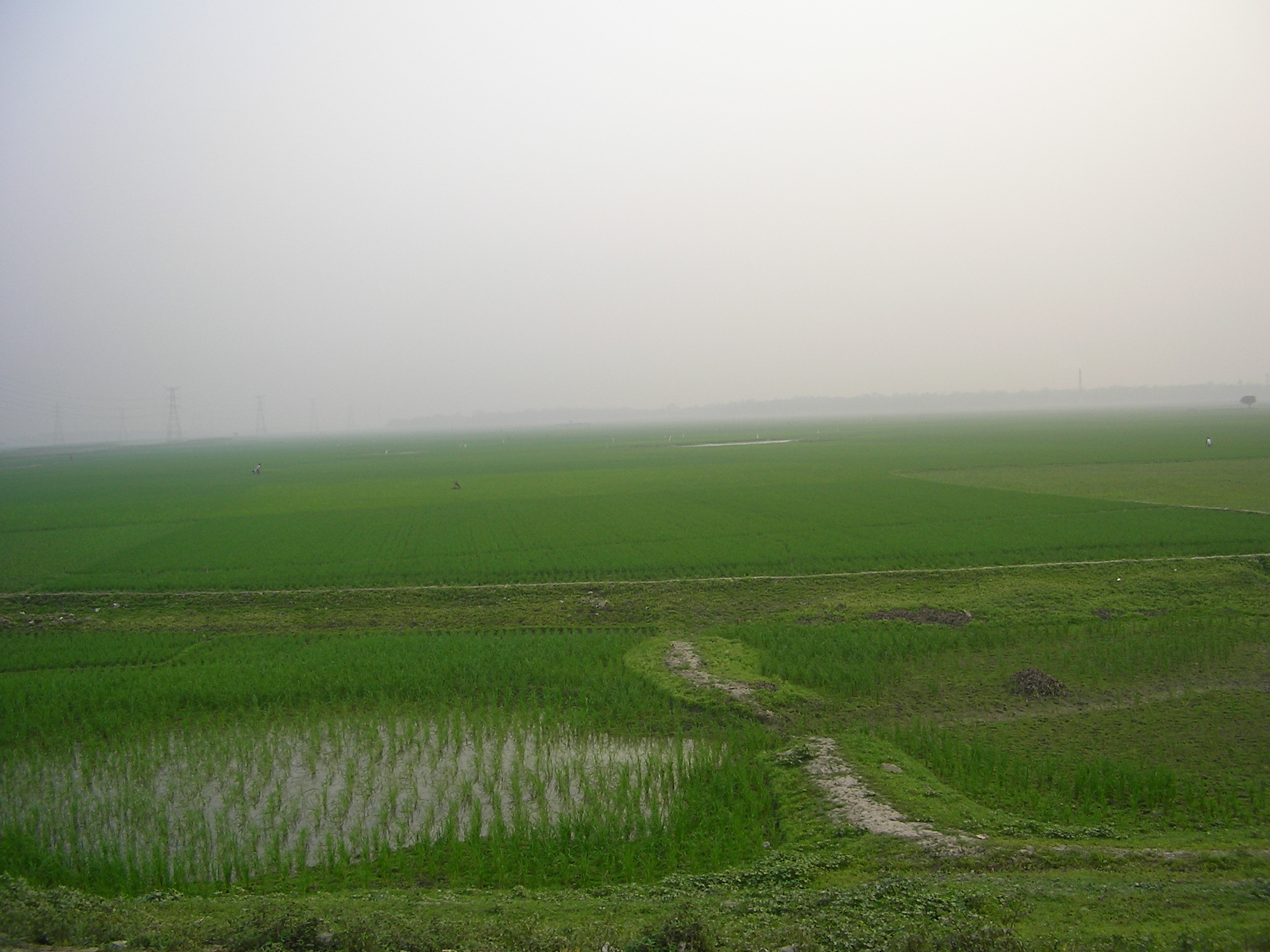
Reisfelder in Ashulia

Ashulia (bengalisch আশুলিয়া Āśuliẏā) ist ein Vorort in der Nähe von Dhaka, der Hauptstadt von Bangladesch. Nahe gelegene Orte sind Sabhar und Tongi. Die attraktive Aussicht auf den Ashulia-See und die weiten Reisfelder von Ashulia macht ihn zu einem beliebten Touristenort.  Zwei große Themenparks, Fantasy Kingdom und Nandan Park, befinden sich ebenfalls in Ashulia. In den letzten Jahren wurde hier eine Thana (politische Unterteilung) unter dem Distrikt Dhaka eingerichtet.
Umweltschützer und einige Nichtregierungsorganisationen in Bangladesch äußerten sich besorgt über die rasche Verstädterung von Ashulia, insbesondere im Zusammenhang mit laufenden Immobilienentwicklungsprojekten in der Region. Die am stärksten betroffene Stadt rund um Dhaka ist jetzt Ashulia. Der größte Teil von Ashulia gehört der Bekleidungsfabrik oder den Landentwicklern. In den letzten Jahren hat es den größten Teil seines Ackerlandes aufgrund des Ziegeleigeschäfts verloren.